# Remington .22 Junior Special
Remington .22 Junior Special Long та Short гвинтівка з ковзним затвором, яку в 1930-ті роки випустила компанія Remington Arms.
Гвинтівка мала діоптричний приціл, який дозволяв стріляти більш точно ніж відкриті приціли. Зброя легка і міцна. Вона мала п'ятизарядний від'ємний магазин який вставлявся з низу патронника. Єдина проблема гвинтівки полягала в тому, що магазин був дешевим, а тому інколи розпадався на частини. Загалом це впливало лише на швидкість заряджання зброї.
У гвинтівці використовували три типи боєприпасів, набої: .22 long, .22 short та .22 long.

## Подальше читання
- Ковзний затвор
- Remington Arms Company